# Zubčice
Zubčice (deutsch Subschitz) ist eine Gemeinde mit 381 Einwohnern (2006) in Tschechien. Sie liegt neun Kilometer nordwestlich von Kaplice und gehört zum Okres Český Krumlov. Die Katasterfläche beträgt 949 ha.

## Geographie
Der Ort befindet sich in 620 m ü. M. am Nordrand der Poluška-Berge über dem Tal des Jílecký potok. Östlich von Zubčice verläuft die Staatsstraße 157 zwischen Český Krumlov und Besednice.
Nachbarorte sind Mirkovice und Žaltice im Norden, Žalčické Samoty und Markvartice im Nordosten, Zubčická Lhotka im Osten, V Háji im Südosten, Dolní Pláně, Včelíny und Věžovatá Pláně im Süden sowie Malčice im Westen.

### Gemeindegliederung
Die Gemeinde Zubčice besteht aus den Ortsteilen Markvartice (Markwartitz), Zubčice und Zubčická Lhotka (Subschitzer Mehlhüttel). Zu Zubčice gehören außerdem die Einschichten Paseky, Pflégrův Mlýn und Včelíny.

### Nachbargemeinden
| Mirkovice | Mojné                                       | Velešín   |
|           | Kompassrose, die auf Nachbargemeinden zeigt | Zvíkov    |
|           | Věžovatá Pláně                              | Netřebice |

## Geschichte
Die erste Nachricht über den Ort Zubczicz stammt aus dem Jahre 1358.

## Politik
Die Gemeinde Zubčice ist seit 2007 Mitglied der von der EU geförderten Organisation Místní akční skupiny Pomalší („Lokale Aktionsgruppe Maltsch“ mit Sitz in Velešín) und Gründungsmitglied der am 17. September 2012 eingerichteten Mikroregion Svazek obcí Poluška („Gemeindeverbund Poluška“ mit Sitz in Zubčice).